# Arhimedsko telo
Arhimedsko telo je visoko simetrični, polpravilni polieder, ki ga sestavlja dva ali več vrst pravilnih mnogokotnikov. Mnogokotniki se srečajo v istem oglišču. 

## Razvrščanje
Znanih je 13 arhimedskih teles (teh je 15, če se zrcalni sliki dveh enanciomorfnih oblik štejeta posebej).
Konfiguracija oglišča se nanaša na vrsto pravilnih mnogokotnikov, ki se srečajo v kateremkoli danem oglišču. 
| ime (drugo ime)                                                                   | Schläfli Coxeter       | prosojna oblika         | telo | mreža | slika oglišča | stranske ploskve F | stranske ploskve F                            | robovi E | oglišča V | prostornina (a = 1) | točkovna grupa |
| --------------------------------------------------------------------------------- | ---------------------- | ----------------------- | ---- | ----- | ------------- | ------------------ | --------------------------------------------- | -------- | --------- | ------------------- | -------------- |
| prisekani tetraeder                                                               | t{3,3}                 | (animacija)             |      |       | 3.6.6         | 8                  | 4 trikotniki 4 šestkotniki                    | 18       | 12        | 2,710 576           | Td             |
| kubooktaeder (rombitetraeder)                                                     | r{4,3} ali rr{3,3} ali | (animacija)             |      |       | 3.4.3.4       | 14                 | 8 trikotnikov 6 kvadratov                     | 24       | 12        | 2,357 023           | Oh             |
| prisekana kocka (prisekani heksaeder)                                             | t{4,3}                 | (animacija)             |      |       | 3.8.8         | 14                 | 8 trikotnikov 6 osemkotnikov                  | 36       | 24        | 13,599 663          | Oh             |
| prisekani oktaeder (prisekani tetratetraeder)                                     | t{3,4} ali tr{3,3} ali | (animacija)             |      |       | 4.6.6         | 14                 | 6 kvadratov 8 šestkotnikov                    | 36       | 24        | 11,313 709          | Oh             |
| rombikubooktaeder (mali rombikubooktaeder)                                        | rr{4,3}                | (animacija)             |      |       | 3.4.4.4       | 26                 | 8 trikotnikov 18 kvadratov                    | 48       | 24        | 8,714 045           | Oh             |
| prisekani kubooktaeder (veliki rombikubooktaeder)                                 | tr{4,3}                | (animacija)             |      |       | 4.6.8         | 26                 | 12 kvadratov 8 šestkotnikov 6 osemkotnikov    | 72       | 48        | 41,798 990          | Oh             |
| prirezana kocka (prirezani heksaeder) (prirezani kubooktaeder) (2 kiralni obliki) | sr{4,3}                | (animacija) (animacija) |      |       | 3.3.3.3.4     | 38                 | 32 trikotnikov 6 kvadratov                    | 60       | 24        | 7,889 295           | O              |
| ikozidodekaeder                                                                   | r{5,3}                 | (animacija)             |      |       | 3.5.3.5       | 32                 | 20 trikotnikov 12 petkotnikov                 | 60       | 30        | 13,835 526          | Ih             |
| prisekani dodekaeder                                                              | t{5,3}                 | (animacija)             |      |       | 3.10.10       | 32                 | 20 trikotnikov 12 desetkotnikov               | 90       | 60        | 85,039 665          | Ih             |
| prisekani ikozaeder                                                               | t{3,5}                 | (animacija)             |      |       | 5.6.6         | 32                 | 12 petkotnikov 20 šestkotnikov                | 90       | 60        | 55,287 731          | Ih             |
| rombiikozidodekaeder (mali rombiikozidodekaeder)                                  | rr{5,3}                | (animacija)             |      |       | 3.4.5.4       | 62                 | 20 trikotnikov 30 kvadratov 12 petkotnikov    | 120      | 60        | 41,615 324          | Ih             |
| prisekani ikozidodekaeder (veliki rombiikozidodekaeder)                           | tr{5,3}                | (animacija)             |      |       | 4.6.10        | 62                 | 30 kvadratov 20 šestkotnikov 12 desetkotnikov | 180      | 120       | 206,803 399         | Ih             |
| prirezani dodekaeder (prirezani ikozidodekaeder) (2 kiralni obliki)               | sr{5,3}                | (animacija) (animacija) |      |       | 3.3.3.3.5     | 92                 | 80 trikotnikov 12 petkotnikov                 | 150      | 60        | 37,616 650          | I              |

## Značilnosti
Število oglišč je enako 720º deljeno s kotnim primanjkljajem.
Kubooktaeder in ikozidodekaeder sta robovno uniformna in sta kvazipravilna. Dualna telesa arhimedskih teles so Catalanova telesa.
Prirezana kocka in prirezani dodekaeder sta edini arhimedski telesi, ki se ne moreta skonstruirati z ravnilom in šestilom. Lahko se skonstruirata, če se dovoli konstrukcija s pomočjo prepogibavanja papirja.